# Nachal ha-Šomer
Nachal ha-Šomer (hebrejsky: נחל השומר) je vádí v Horní Galileji, v severním Izraeli.
Začíná v nadmořské výšce okolo 700 metrů na jižním okraji vesnice Misgav Am v horách Naftali. Směřuje pak k severovýchodu částečně zalesněným údolím, přičemž prudce klesá ze severojižně orientovaného terénního zlomu do Chulského údolí, kde jeho tok ústí zprava do vádí Nachal Ajun severně od vesnice Kfar Gil'adi. Okolí vádí je turisticky využívané. Vede tu úsek izraelské stezky.